# Ilia II.

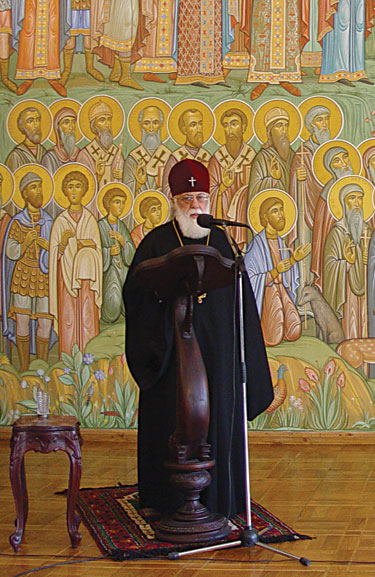
Patriarch Ilia II.

Ilia II. (georgisch ილია II; gebürtig Irakli Ghuduschauri-Schiolaschwili; georgisch ირაკლი ღუდუშაური-შიოლაშვილი; * 4. Januar 1933 in Ordschonikidse, Nordossetien-Alanien) ist ein georgischer orthodoxer Geistlicher. Er ist Katholikos-Patriarch der Georgischen Orthodoxen Kirche, Erzbischof von Mzcheta-Tiflis und Metropolit von Zchum-Abchasien.

## Leben

### Laufbahn
Der Sohn des Giorgi S. Schiolaschvili und dessen Ehefrau Natalia Kobaidze stammt aus einem einflussreichen Familienclan, der mit dem georgischen Königshaus der Bagratiden verwandt ist. Wenige Tage nach seiner Geburt wurde er getauft. Nach dem Oberschulabschluss 1952 begann er ein Studium zunächst am Moskauer Theologischen Seminar, später an der Theologischen Akademie Moskau. 1957 legte er das Mönchsgelübde ab und erhielt den Namen Ilia zur Ehre des Propheten Elias. 1959 wurde er zum Priester geweiht. 1960 schloss er sein Studium mit dem akademischen Grad eines „Kandidaten der Theologie“ (= Dr. theol.) ab. Die Promotionsschrift behandelte das ursprünglich georgische Kloster Iviron auf dem Athos.
Im gleichen Jahr wechselte er als Priester an die Kathedrale von Batumi, Georgien. 1963 wurde er Bischof von Batumi-Schemokmedi und Patriarchalvikar. Zugleich übernahm er bis 1973 das Amt des Rektors des Theologischen Seminars von Mzcheta, der damals einzigen theologischen Ausbildungsstätte in Georgien. 1967 wurde Ilia nach Abchasien versetzt, erwarb dort 1969 den Rang eines Metropoliten. 1977 wurde er zum Katholikos-Patriarchen der Georgischen Orthodoxen Kirche gewählt und trägt seit seiner Inthronisation am 25. Dezember den Namen Ilia II.

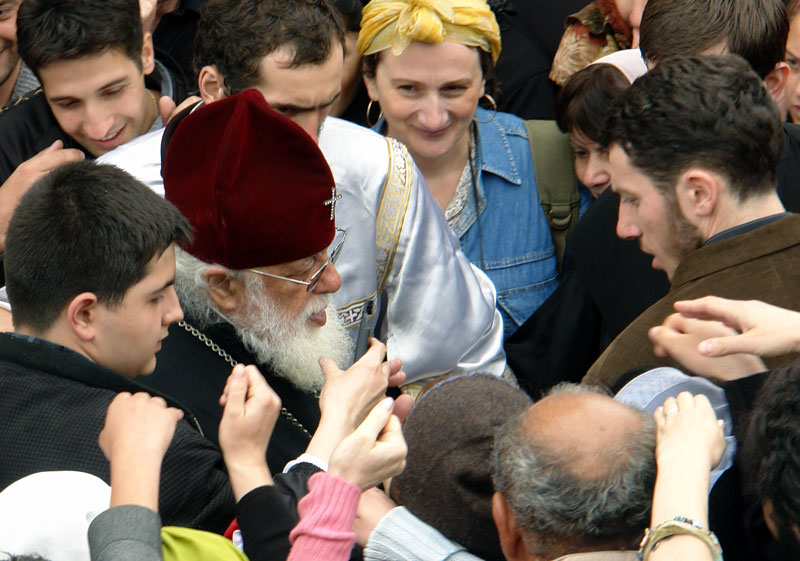
Ilia II. mit Gläubigen

In seiner Amtszeit stieg die Anzahl der orthodoxen Diözesen Georgiens von 15 auf 27, die Anzahl der Klöster auf 53 und die Anzahl der Priester auf über 600. Es wurden fünf neue theologische Seminare und Akademien gegründet und drei orthodoxe Gymnasien eröffnet. Die Bibel wurde in modernem Georgisch gedruckt, zahlreiche theologische Zeitschriften und Zeitungen veröffentlicht, orthodoxe Alters- und Behindertenheime, Waisenhäuser und Jugendzentren gebaut.

### Mitgliedschaften
Ilia war seit 1964 Mitglied der Christlichen Friedenskonferenz, an deren Allchristlichen Friedensversammlungen (ACFV) er regelmäßig teilnahm. Die V. ACFV in Prag wählte ihn zum Mitglied des Ausschusses zur Fortsetzung der Arbeit. Von 1978 bis 1983 war er einer der damals sechs Präsidenten des Ökumenischen Rates der Kirchen (ÖRK/WCC). Seit 1997 ist er Mitglied der Internationalen Akademie für Information der UNO.

### Positionen zu Politik und Gesellschaft
Seine Positionen zu Demokratie und Menschenrechten sind umstritten. Er verfolgt das Ziel der Wiederherstellung der Monarchie in Georgien. Im Oktober 2007 schlug er vor, die georgische Verfassung zu ändern und eine konstitutionelle Monarchie einzuführen. Er sprach sich dafür aus, der 1801 vom russischen Zaren entthronten Bagratiden-Dynastie erneut den Thron anzubieten. Er arrangierte am 8. Februar 2009 die Heirat von David Bagration-Muchrani mit Anna Bagration-Grusinski, der ältesten Tochter von Nugsar Bagration-Grusinski. Diese Ehe, obgleich 2013 wieder geschieden, vereint die Grusinski- und die Muchrani-Zweige der Herrscherdynastie der Bagratiden in der Person des 2011 geborenen gemeinsamen Sohnes Giorgi, der als künftiger Thronprätendent für Georgien gilt und nach dem Wunsch des Patriarchen im Lande aufwächst.
2013 forderte der Patriarch das Verbot einer Homosexuellen-Demo in Tiflis zum Internationalen Tag gegen Homophobie am 17. Mai. Homosexualität sei „anormal und eine Krankheit“. Die Kundgebung sei eine „Verletzung der Rechte der Mehrheit“ und „eine Beleidigung der georgischen Nation“. Am Tag der Demonstration kamen rund 5000 orthodoxe Gegendemonstranten zu dem Aufzug. Angeführt von Priestern durchbrachen sie die Polizeiabsperrungen und trieben die Menschenrechts-Aktivisten in die Flucht.

## Auszeichnungen
1986 erhielt er die Ehrendoktorwürden des theologischen St. Wladimir Seminars in New York, 1997 der Akademie der Wissenschaften Kretas. Seit 2003 ist er Ehrenmitglied der Georgischen Akademie der Wissenschaften, seit 2007 der Internationalen Akademie zur Beförderung der wissenschaftlichen Forschung. Im Februar 2008 wurde ihm der Dawit-Guramischwili-Preis verliehen. Prinz David Bagration von Mukhrani verlieh ihm die Collane des Ordens des Adlers von Georgien.